# (73045) 2002 EY105
(73045) 2002 EY105 – planetoida z pasa głównego planetoid okrążająca Słońce w ciągu 4,18 lat w średniej odległości 2,6 j.a. Odkryta 9 marca 2002 roku.